# David Mulica
David Mulica (nascido em 17 de março de 1949) é um ex-ciclista olímpico estadunidense. Representou sua nação nos Jogos Olímpicos de Verão de 1972.